# Russula delica

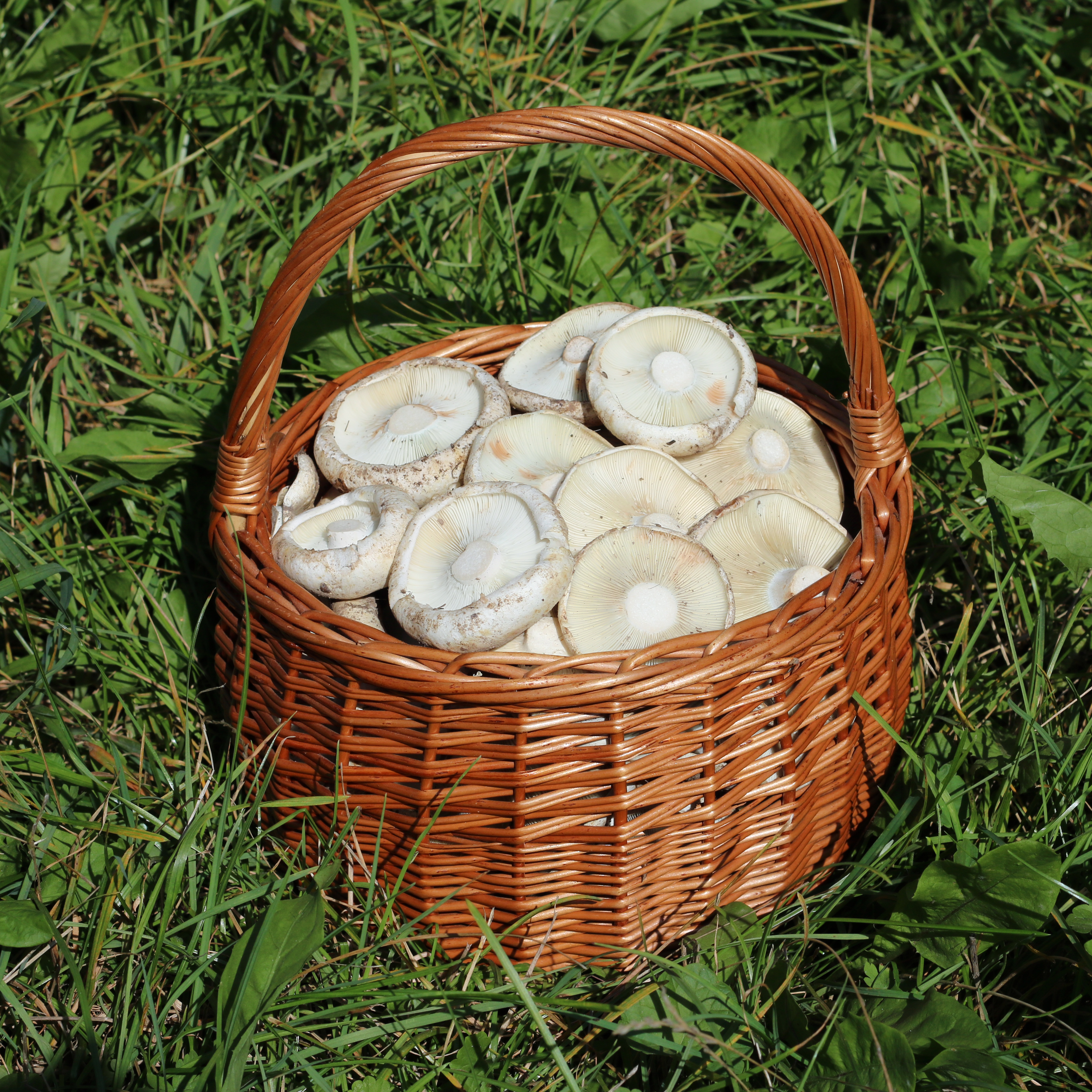

Russula delica é um fungo que pertence ao gênero de cogumelos Russula na ordem Russulales. A espécie foi descrita cientificamente pelo micologista sueco Elias Magnus Fries. É um cogumelo comestível, porém devido ao seu sabor desagradável é classificado por alguns especialistas como não comestível.